# Nino Ciklauri
Nino Ciklauri (gruz. ნინო წიკლაური, ur. 1 lipca 1993 w Tbilisi) – gruzińska narciarka alpejska, uczestniczka Zimowych Igrzysk Olimpijskich w Vancouver (2010), Soczi (2014), Pjongczangu (2018) i Pekine (2022), a także mistrzostw świata w 2011, 2013, 2015, 2017, 2019 i 2021 roku.
Była chorążym reprezentacji Gruzji na igrzyskach w Soczi.

## Osiągnięcia

### Igrzyska olimpijskie
| Miejsce | Dzień     | Rok  | Miejscowość     | Konkurencja | Czas biegu | Strata | Zwyciężczyni        |
| ------- | --------- | ---- | --------------- | ----------- | ---------- | ------ | ------------------- |
| DNF1    | 25 lutego | 2010 | Whistler        | Gigant      | 2:27,11    | —      | Viktoria Rebensburg |
| 50.     | 26 lutego | 2010 | Whistler        | Slalom      | 1:42,89    | +19,43 | Maria Riesch        |
| 49.     | 18 lutego | 2014 | Krasnaja Polana | Gigant      | 2:36,87    | +18,47 | Tina Maze           |
| DNF1    | 21 lutego | 2014 | Krasnaja Polana | Slalom      | 1:44,54    | —      | Mikaela Shiffrin    |
| 46.     | 15 lutego | 2018 | Pjongczang      | Gigant      | 2:20,02    | +16,91 | Mikaela Shiffrin    |
| 39.     | 16 lutego | 2018 | Pjongczang      | Slalom      | 1:38,63    | +12,99 | Frida Hansdotter    |
| 34.     | 7 lutego  | 2022 | Pekin           | Gigant      | 1:55,69    | +14,18 | Sara Hector         |
| 42.     | 9 lutego  | 2022 | Pekin           | Slalom      | 1:44,98    | +15,50 | Petra Vlhová        |

### Mistrzostwa świata
| Miejsce | Dzień     | Rok  | Miejscowość       | Konkurencja | Czas biegu | Strata | Zwyciężczyni          |
| ------- | --------- | ---- | ----------------- | ----------- | ---------- | ------ | --------------------- |
| 60.     | 17 lutego | 2011 | Ga-Pa             | Gigant      | 2:20.54    | —      | Tina Maze             |
| DNS1    | 19 lutego | 2011 | Ga-Pa             | Slalom      | 1:45,79    | —      | Marlies Schild        |
| 52.     | 14 lutego | 2013 | Schladming        | Gigant      | 2:08,06    | —      | Tessa Worley          |
| 59.     | 12 lutego | 2015 | Vail/Beaver Creek | Gigant      | 2:19,16    | —      | Anna Fenninger        |
| 48.     | 14 lutego | 2015 | Vail/Beaver Creek | Slalom      | 1:38,48    | +16,15 | Mikaela Shiffrin      |
| 52.     | 16 lutego | 2017 | Sankt Moritz      | Gigant      | 2:05,55    | —      | Tessa Worley          |
| 46.     | 18 lutego | 2017 | Sankt Moritz      | Slalom      | 1:37,27    | +16,36 | Mikaela Shiffrin      |
| 52.     | 14 lutego | 2019 | Åre               | Gigant      | 2:01,97    | +14,83 | Petra Vlhová          |
| DNF1    | 16 lutego | 2019 | Åre               | Slalom      | 1:57,05    | -      | Mikaela Shiffrin      |
| 33.     | 18 lutego | 2021 | Cortina d’Ampezzo | Gigant      | 2:30,66    | +13,90 | Lara Gut-Behrami      |
| 33.     | 20 lutego | 2021 | Cortina d’Ampezzo | Slalom      | 2:30,66    | +15,94 | Katharina Liensberger |

### Mistrzostwa świata juniorów
| Miejsce | Dzień    | Rok  | Miejscowość   | Konkurencja | Czas biegu | Strata | Zwyciężczyni       |
| ------- | -------- | ---- | ------------- | ----------- | ---------- | ------ | ------------------ |
| DNF1    | 2 lutego | 2011 | Crans-Montana | Gigant      | 2:28,27    | —      | Sara Hector        |
| DNF1    | 3 lutego | 2011 | Crans-Montana | Slalom      | 1:40,32    | —      | Jessica Depauli    |
| 31.     | 1 marca  | 2012 | Roccaraso     | Slalom      | 1:42,69    | +18,68 | Stephanie Brunner  |
| 62.     | 3 marca  | 2012 | Roccaraso     | Gigant      | 2:45,02    | +19,44 | Ragnhild Mowinckel |